# Ď
Ď (tzv. dé s háčkem, [ďé]) je písmeno české a slovenské abecedy. Označuje znělou závěrovou souhlásku ɟ a při asimilaci její neznělou variantu Ť, podle IPA: c. Tato souhláska se vyskytuje i v dalších jazycích, ale tam se zapisuje jinými grafémy (obvykle spřežkami, vlastní písmeno s diakritikou je v lotyštině – Ģ/ģ a makedonštině – Ѓ/ѓ).
V českém abecedním řazení se na ně obvykle nahlíží jako na D bez háčku (podle ČSN 97 6030 z roku 1994).
Spolu s Ť se jedná o jediná písmena, která mají (při dodržení správné typografie, tedy např. ne při použití psacího stroje) dvě vázané varianty háčku – ve verzále obvyklý háček, v minuskulní variantě tzv. malý háček neboli kličku (de facto malý, těsně přisazený apostrof).
V češtině se na samotné Ď občas zkracuje výraz dík, děkuji (zejména v hovorové češtině nebo slangu cca 80. let).
Hláska ď je původem společná obdobným hláskám v ostatních slovanských jazycích, ovšem s poněkud odlišnou výslovností a také jinou grafickou podobou znaku, např. polské „dź“ nebo srbochorvatské „dj“.

## Technické parametry

Ď v české úpravě Braillova písma

Ď má podle ISO 8859-2 pozici 207 velké a 239 malé. V Unicode se nachází pod kódovým označením U+010E velké, resp. U+010F malé; v Braillově písmu U+2839.